# Гур, Мордехай
Мордехай Гур (ивр. מרדכי "מוטה" גור‎; 5 мая 1930 года, Иерусалим, Подмандатная Палестина — 16 июля 1995 года, Тель-Авив, Израиль) — израильский военачальник и государственный деятель, начальник Генерального штаба армии Израиля (1974—1978), министр здравоохранения Израиля (1984—1986).

## Биография
Родился в Иерусалиме, в семье выходцев из Российской империи Моше и Товы Гурбен. В тринадцатилетнем возрасте Мота присоединяется к Хагане. После войны за Независимость служит в Нахале, но мечта служить в десантных войсках приводит его в бригаду Цанханим, где он знакомится с Ариэлем Шароном. В 1955 году Мордехай Гур получает медаль «За Отвагу» из рук Моше Даяна.
После завершения учёбы в военном колледже в Париже был назначен командиром пехотной бригады «Голани». Во время Шестидневной войны бригада парашютистов под его командованием освобождает Восточную часть Иерусалима. Гур передаёт по рации исторические слова: «Храмовая гора в наших руках! Повторяю — Храмовая гора в наших руках!»
В 1969 году назначен командующим Северного военного округа. В 1972—1973 гг. является военным атташе Израиля в Вашингтоне, США. После возвращения, во второй раз назначается командующим Северного военного округа. В январе 1974 года, заменяет Давида Элазара на посту Начальника Генерального штаба. В этом качестве отвечал за планирование и реализацию операции «Энтеббе» по спасению израильских заложников.
После выхода в отставку занимается политикой. Избирается в Кнессет в 1981 году от партии Авода. Был министром здравоохранения и министром без портфеля. В правительстве Рабина занимал должность заместителя министра обороны.
Автор нескольких книг, в том числе «Храмовая гора в наших руках» (1973 г.).
Узнав, что тяжело болен раком, Мордехай Гур покончил с собой выстрелом из личного пистолета 16 июля 1995 года, во дворе своего дома.